# Спортивные игры БРИКС 2024
Спортивные игры стран БРИКС 2024 года (англ. 2024 BRICS Sports Games) прошли с 12 по 23 июня 2024 года в Казани, в России. Ежегодно организуемые странами, входящими в экономическое объединение БРИКС, международные мульти-спортивные соревнования приурочены к проведению также в Казани в этом же году позднее (в октябре) саммита стран БРИКС в связи с председательством России в БРИКС в 2024 году.

## Организация

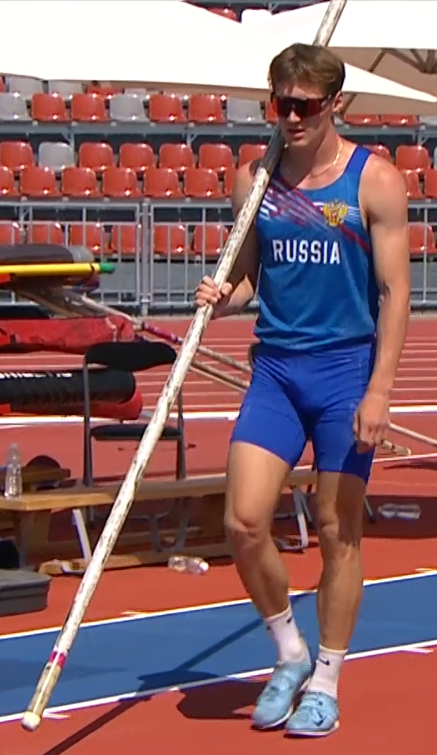
Легкоатлет Арсений Елфимов в российской форме на играх

Организаторами Игр являются Министерство спорта Российской Федерации, правительство Республики Татарстан, мэрия Казани, АНО Татарстана «Дирекция спортивных и социальных проектов» и Российское антидопинговое агентство. Игры не признаны Международным олимпийским комитетом и Всемирным антидопинговым агентством, которое заявило, что в России невозможно организовать должный допинг-контроль.
По количеству видов спорта, комплектов медалей, участников, стран, спортивных объектов, билетов данные игры значительно превосходят предыдущие игры БРИКС. Разыгрывается 387 комплектов медалей в 27 видах спорта.
На проведение игр выделено 1,8 миллиардов рублей на сами соревнования. Помимо этого, в канун Игр БРИКС Казань получила порядка 5 миллиардов рублей из федерального бюджета на ремонт ряда спортивных объектов. Выплаты к наградам предусмотрены в размере 358,4 тысяч рублей за золотую, 179,2 тысяч рублей за серебряную, 107,5 тысяч рублей за бронзовую медали. На соревнованиях игр задействовано 17 спортивных объектов и предусмотрено 95 тысяч билетов для зрителей.
Основными вещателями с игр являются телерадиокомпании «Матч ТВ» и ТНВ. В ходе игр комментатор «Матч ТВ» Владимир Иваницкий был отстранён от эфира ввиду употребления нелитературных выражений.
Игры БРИКС 2024 года рассматриваются в России (например, вице-спикером Госдумы и президентом Федерации настольного тенниса России Александром Бабаковым) как альтернатива проходящим несколько позже Летним Олимпийским играм в Париже, куда атлеты России и Беларуси были допущены со значительными ограничениями и лишь в индивидуальных дисциплинах по решению Международного олимпийского комитета из-за вторжения России на Украину. Российские участники выступают преимущественно в форме синего цвета.

## Спортивные объекты
- Центральный стадион — лёгкая атлетика
- Баскет-холл — баскетбольное двоеборье, футбольное двоеборье
- ИТ-парк имени Башира Рамеева — шахматы
- Федеральный спортивный тренировочный «Центр по гребным видам спорта» — гребля на байдарках и каноэ, гребной спорт
- ФСТ «Центр гимнастики» — спортивная гимнастика, художественная гимнастика
- Спортивный комплекс «Тулпар» — тяжёлая атлетика
- Стадион «Ак Барс Арена» — тяжёлая атлетика
- Центр волейбола «Санкт-Петербург» — карате, фехтование
- Центр бадминтона — бадминтон
- УСК «Академия тенниса» — теннис
- УСК «Буревестник» — плавание, синхронное плавание
- Международный конно-спортивный комплекс «Казань» — конный спорт
- УСК «Центр бокса и настольного тенниса» — бокс, настольный теннис
- Ледовый дворец «Татнефть Арена» — дзюдо, ушу
- Дворец единоборств «Ак Барс» — самбо, спортивная борьба, корэш, борьба на поясах
- Дворец водных видов спорта — плавание, синхронное плавание, прыжки в воду

## Символы
Талисманом игр является оранжевый барсик Бриксик.
Логотип игр представляет собой прямоугольник с текстом БРИКС/BRICS (буквы синего, красного, оранжевого, зелёного и жёлтого цвета) вверху, словами ИГРЫ/GAMES (красного цвета) и стилизованными тюльпаном с казанской башней Сююмбике (зелёного цвета) в середине и цифрами 2024 (красного цвета) с текстом РОССИЯ•КАЗАНЬ/RUSSIA•KAZAN (чёрного цвета) внизу.
Игры представляют амбассадоры (послы) во главе с фигуристкой Алиной Загитовой, футболистом Гёкдениз Караденизом, саблисткой Софьей Великой, гимнасткой Яной Батыршиной, боксёром Александром Поветкиным.

## Церемонии открытия и закрытия
Церемония открытия игр прошла в День России 12 июня 2024 года в концертном зале международного выставочного комплекса «Казань Экспо» у казанского аэропорта. В связи с небольшой вместимостью трибун, посетить её смогли только участники и официальные лица. На церемонии присутствовали раис Республики Татарстан Рустам Минниханов, министр спорта России Михаил Дегтярёв, секретарь Государственного совета Российской Федерации Алексей Дюмин и другие гости. К участникам Игр БРИКС по видеосвязи обратился президент России Владимир Путин, который официально открыл Игры и заявил, что «этот масштабный спортивный праздник зримо продемонстрирует торжество универсальных ценностей спорта, равных возможностей и честной, бескомпромиссной борьбы». Перед участниками выступали Государственный камерный хор и Ансамбль песни и танца Республики Татарстан, заслуженные и народные артисты республики Эльмира Калимуллина, Гульнора Гатина, Антон Полодюк, а также популярные татарские музыкальные и танцевальные ансамбли. Трансляцию церемонии в прямом эфире вёл на телеканал ТНВ и официальный сайт Игр БРИКС.
Было объявлено, что вместо церемонии закрытия спортсмены и гости игр примут участие в главном республиканском «Сабантуе» (татарском народном празднике), который состоится 23 июня 2024 в Берёзовой роще жилого массива Мирный. На территории развернутся 11 самобытных подворий, представленных муниципальными районами Республики Татарстан. На мероприятии запланировано проведение праздничного пролога, национальных спортивных состязаний и концертной программы мастеров искусств Республики Татарстан.

## Расписание
Игры официально проходили с 12.06.24 по 23.06.24 (с 11.06.24 по 25.06.24 включая сопутствующие мероприятия).
|                             | 11.06.24      | 12.06.24      | 13.06.24            | 14.06.24            | 15.06.24            | 16.06.24            | 17.06.24            | 18.06.24            | 19.06.24            | 20.06.24            | 21.06.24            | 22.06.24            | 23.06.24            | 24.06.24            | 25.06.24    |
| --------------------------- | ------------- | ------------- | ------------------- | ------------------- | ------------------- | ------------------- | ------------------- | ------------------- | ------------------- | ------------------- | ------------------- | ------------------- | ------------------- | ------------------- | ----------- |
| Лёгкая атлетика             |               |               | День прибытия       | Тренировки          | Финалы соревнований | Финалы соревнований | День выезда         |                     |                     |                     |                     |                     |                     |                     |             |
| Плавание                    |               |               |                     |                     |                     |                     | День прибытия       | Тренировки          | Финалы соревнования | Финалы соревнования | Финалы соревнования | День выезда         |                     |                     |             |
| Прыжки в воду               |               |               |                     | Тренировки          | Тренировки          | Финалы соревнования | Финалы соревнования | Финалы соревнования | День выезда         |                     |                     |                     |                     |                     |             |
| Синхронное плавание         | День прибытия | Тренировки    | Финалы соревнований | Финалы соревнований | Финалы соревнований | День выезда         |                     |                     |                     |                     |                     |                     |                     |                     |             |
| Спортивная гимнастика       | День прибытия | Тренировки    | Финалы соревнований | Финалы соревнований | Финалы соревнований | День выезда         |                     |                     |                     |                     |                     |                     |                     |                     |             |
| Художественная гимнастика   |               |               |                     |                     |                     |                     |                     | День прибытия       | Тренировки          | Соревнования        | Финалы соревнований | Финалы соревнований |                     | День выезда         |             |
| Гребля на байдарках и каноэ |               |               |                     |                     |                     |                     | Тренировки          | Тренировки          | Финалы соревнований | Финалы соревнований | Финалы соревнований | Финалы соревнований |                     | День выезда         |             |
| Гребной спорт               | Тренировки    | Тренировки    | Соревнования        | Финалы соревнований | Финалы соревнований | Финалы соревнований | День выезда         |                     |                     |                     |                     |                     |                     |                     |             |
| Дзюдо                       |               |               |                     |                     |                     |                     |                     |                     | День прибытия       | Тренировки          | Финалы соревнований | Финалы соревнований |                     | День выезда         |             |
| Ушу                         | День прибытия | Тренировки    | Финалы соревнований | Финалы соревнований | Финалы соревнований | Финалы соревнований | День выезда         |                     |                     |                     |                     |                     |                     |                     |             |
| Каратэ                      |               | День прибытия | Тренировки          | Финалы соревнований | Финалы соревнований | День выезда         |                     |                     |                     |                     |                     |                     |                     |                     |             |
| Фехтование                  |               |               |                     |                     |                     |                     | День прибытия       | Тренировки          | Финалы соревнований | Финалы соревнований | Финалы соревнований | Финалы соревнований |                     | День выезда         |             |
| Тяжёлая атлетика            |               | Тренировки    | Финалы соревнований | Финалы соревнований | Финалы соревнований | День выезда         |                     |                     |                     |                     |                     |                     |                     |                     |             |
| Бадминтон                   | День прибытия | Тренировки    | Соревнования        | Соревнования        | Соревнования        | Финалы соревнований | День выезда         |                     |                     |                     |                     |                     |                     |                     |             |
| Теннис                      | Тренировки    | Тренировки    | Соревнования        | Соревнования        | Соревнования        | Соревнования        | Соревнования        | Соревнования        | Финалы соревнований | День выезда         |                     |                     |                     |                     |             |
| Корэш                       |               |               |                     |                     |                     |                     |                     |                     | День прибытия       | Тренировки          | Финалы соревнований |                     |                     | День выезда         |             |
| Борьба на поясах            |               |               |                     |                     |                     |                     |                     |                     |                     | День прибытия       | Тренировки          | Финалы соревнований |                     | День выезда         |             |
| Самбо                       | Тренировки    | Тренировки    | Финалы соревнований | Финалы соревнований | День выезда         |                     |                     |                     |                     |                     |                     |                     |                     |                     |             |
| Вольная борьба              |               |               |                     |                     | Тренировки          | Тренировки          | Соревнования        | Финалы соревнований | Финалы соревнований | День выезда         |                     |                     |                     |                     |             |
| Греко-римская борьба        |               |               |                     |                     |                     |                     |                     | Тренировки          | Соревнования        | Финалы соревнований | День выезда         |                     |                     |                     |             |
| Настольный теннис           | День прибытия | Тренировки    | соревнования        | Финалы соревнований | Соревнования        | Финалы соревнований | День выезда         |                     |                     |                     |                     |                     |                     |                     |             |
| Бокс                        |               |               |                     |                     |                     |                     | Тренировки          | Трренировки         | Соревнования        | Соревнования        | Соревнования        | Финалы соревнований |                     | День выезда         |             |
| Шахматы                     |               |               |                     |                     |                     |                     | День прибытия       | Финалы соревнований | Финалы соревнований | Финалы соревнований | Финалы соревнований | День выезда         |                     |                     |             |
| Баскетбольное двоеборье     |               |               | День прибытия       | Тренировки          | Соревнования        | Соревнования        | Соревнования        | Финалы соревнований | День выезда         |                     |                     |                     |                     |                     |             |
| Футбольное двоеборье        |               |               |                     |                     |                     |                     |                     | День прибытия       | Тренировки          | Соревнования        | Соревнования        | Финалы соревнований | День выезда         |                     |             |
| Конный спорт                |               |               |                     |                     |                     | День прибытия       | Тренировки          | Тренировки          | Финалы соревнований | Финалы соревнований | День выезда         |                     |                     |                     |             |
| Брейкинг                    |               |               |                     |                     |                     |                     |                     |                     |                     |                     | День прибытия       | Финалы соревнований | Финалы соревнований | День выезда         |             |
| Акробатический рок-н-ролл   |               |               |                     |                     |                     |                     |                     |                     |                     |                     |                     |                     | День прибытия       | Финалы соревнований | День выезда |

## Участники
Были приглашены к участию более 60 стран и территорий. На 1 июня 2024 подтверждали участие представители 97 стран, на церемонии открытия 12 июня 2024 было объявлено об участниках и был проведён парад флагов из 89 стран. Однако, согласно карточкам на официальном сайте игр, из числа 90 заявленных от 22 стран не указано ни одного участника, а ещё от нескольких стран не указаны виды спорта участников. По данным интернет-издания «Медиазона», по спискам размещения спортсменов в гостиницах и общежитиях кампуса Казанского (Приволжского) Федерального Университета были зарегистрированы представители 37 иностранных государств из ближнего и дальнего зарубежья, в том числе из непризнанных государств, а также из оккупированных Россией Луганской и Донецкой областей Украины.
Наиболее многочисленными стали команды России, Беларуси, Узбекистана, Китая, Бразилии. Наблюдателями отмечается, что, за исключением лишённых участия на Олимпиаде-2024 в Париже России и Беларуси, а также Бразилии, остальные страны представляли не самые сильные в своих дисциплинах спортсмены.
На церемонии открытия было объявлено об участии 4751 спортсмена в 27 видах спорта. Согласно карточкам стран на официальном сайте в играх участвуют 2880 спортсменов. При этом в некоторых дисциплинах в соревнованиях (например, в мужском синхронном плавании, прыжках в воду среди женщин) приняли участие один-два участника, которые, соответственно, автоматически получили неполные комплекты медалей и занимали неполный пьедестал.
Участвующие страны и территории:
1. Азербайджан
2. Аргентина
3. Армения
4. Афганистан
5. Бахрейн
6. Беларусь
7. Болгария
8. Бразилия
9. Буркина-Фасо
10. Венесуэла
11. Вьетнам
12. Гана
13. Египет
14. Замбия
15. Израиль
16. Индия
17. Индонезия
18. Иордания
19. Ирак
20. Иран
21. Казахстан
22. Камбоджа
23. Китай
24. Колумбия
25. КНДР
26. Куба
27. Кувейт
28. Кыргызстан
29. Ливан
30. Малайзия
31. Мали
32. Молдова
33. Монголия
34. Нигерия
35. ОАЭ
36. Пакистан
37. Палестина
38. Республика Абхазия
39. Республика Сербская (подробнее[серб.])
40. Россия
41. Сербия
42. Сирия
43. Сомали
44. Таджикистан
45. Таиланд
46. Тунис
47. Турция
48. Узбекистан
49. Эквадор
50. Эритрея
51. Эфиопия
52. ЮАР
53. Южная Осетия

## Виды спорта
27 видов спорта:

| - Акробатический рок-н-ролл, - Бадминтон, - Бокс, - Борьба на поясах, - Брейкинг, - Гребля на байдарках и каноэ, - Гребной спорт, - Дзюдо (детали), - Карате, - Конный спорт, | - Куреш, - Лёгкая атлетика, - Настольный теннис, - Плавание, - Пляжный волейбол, - Пляжный гандбол, - Прыжки в воду, - Самбо (детали), - Синхронное плавание (детали), - Скейтбординг, | - Спортивная борьба, - Спортивная гимнастика, - Теннис, - Тяжёлая атлетика, - Ушу, - Фехтование, - Баскетбольное двоеборье, - Футбольное двоеборье, - Шахматы, - Художественная гимнастика |

## Медальный зачёт
Согласно сайту игр БРИКС.
  *   Принимающая страна (Россия)
| Место           | Страна              | Золото | Серебро | Бронза | Всего |
| --------------- | ------------------- | ------ | ------- | ------ | ----- |
| 1               | Россия*             | 266    | 142     | 101    | 509   |
| 2               | Беларусь            | 55     | 85      | 107    | 247   |
| 3               | Китай               | 20     | 24      | 18     | 62    |
| 4               | Узбекистан          | 17     | 39      | 58     | 114   |
| 5               | Бразилия            | 8      | 20      | 23     | 51    |
| 6               | Иран                | 4      | 12      | 20     | 36    |
| 7               | Азербайджан         | 4      | 9       | 21     | 34    |
| 8               | Индия               | 3      | 6       | 20     | 29    |
| 9               | Кыргызстан          | 2      | 11      | 38     | 51    |
| 10              | Казахстан           | 2      | 11      | 17     | 30    |
| 11              | ЮАР                 | 1      | 3       | 3      | 7     |
| 12              | Монголия            | 1      | 1       | 10     | 12    |
| 13              | Республика Абхазия  | 1      | 1       | 5      | 7     |
| 14              | Армения             | 1      | 0       | 7      | 8     |
| 15              | Турция              | 1      | 0       | 1      | 2     |
| 16              | Пакистан            | 1      | 0       | 0      | 1     |
| 17              | Таджикистан         | 0      | 3       | 17     | 20    |
| 18              | Таиланд             | 0      | 3       | 6      | 9     |
| 19              | Венесуэла           | 0      | 2       | 6      | 8     |
| 20              | Египет              | 0      | 2       | 5      | 7     |
| 21              | КНДР                | 0      | 2       | 1      | 3     |
| 22              | Южная Осетия        | 0      | 1       | 4      | 5     |
| 23              | ОАЭ                 | 0      | 1       | 3      | 4     |
| 24              | Сербия              | 0      | 1       | 1      | 2     |
| 25              | Венгрия             | 0      | 1       | 0      | 1     |
| 25              | Италия              | 0      | 1       | 0      | 1     |
| 25              | Кувейт              | 0      | 1       | 0      | 1     |
| 28              | Республика Сербская | 0      | 0       | 3      | 3     |
| 29              | Гана                | 0      | 0       | 2      | 2     |
| 29              | Сирия               | 0      | 0       | 2      | 2     |
| 31              | Болгария            | 0      | 0       | 1      | 1     |
| 31              | Буркина-Фасо        | 0      | 0       | 1      | 1     |
| 31              | Куба                | 0      | 0       | 1      | 1     |
| 31              | Молдова             | 0      | 0       | 1      | 1     |
| 31              | Нигерия             | 0      | 0       | 1      | 1     |
| 31              | Сенегал             | 0      | 0       | 1      | 1     |
| 31              | Эритрея             | 0      | 0       | 1      | 1     |
| Всего стран: 37 | Всего стран: 37     | 387    | 382     | 506    | 1275  |